# فابیان آرنت
فابیان آرنت (انگلیسی: Fabian Arndt؛ زادهٔ ۸ سپتامبر ۱۹۹۵) بازیکن فوتبال اهل آلمان است.
از باشگاه‌هایی که در آن بازی کرده‌است می‌توان به باشگاه فوتبال هولشتاین کیل اشاره کرد.